# Georg Emmerich
Georg Emmerich (ur. 1422 w Kłodzku, zm. 24 grudnia 1507 r. w Görlitz) – kupiec, burmistrz Görlitz (1483, 1488, 1494, 1498, 1502), fundator Świętego Grobu w Görlitz.

## Życiorys
Georg Emmerich był synem bogatego kupca Urbana Emericha z Kłodzka. Gdy miał kilka lat jego rodzice przenieśli się na stałe do Görlitz, gdzie stali się jedną z najbogatszych rodzin w mieście. Mając 42 lat stał się bohaterem głośnego skandalu. Nawiązał romans z Benigną Horschel, córką Mikołaja, kupca, radnego, dowódcy miejskich wojsk i przeciwnika politycznego swojego ojca. Benigna Horschel zaszła w ciążę, a Georg Emerich odmówił zawarcia z nią małżeństwa. W związku z tym ojciec wysłał go na pielgrzymkę do Jerozolimy, licząc na załagodzenie napięć podczas jego nieobecności. Georg wyruszył w drogę w kwietniu 1465 r. W Jerozolimie Georg otrzymał godność rycerza Świętego Grobu. Powrócił jesienią tego samego roku. Ożenił się z Barbarą Knebel z Wrocławia, z którą miał dziewięcioro dzieci. Po śmierci pierwszej żony, ożenił się z Klarą Eschlauer. Z małżeństwa tego miał troje dzieci, z czego jeden z synów piastował funkcję rektora Uniwersytetu Bolońskiego.
W 1470 r. został po raz pierwszy radnym miejskim, a następnie kilkakrotnie pełnił funkcję burmistrza.